# Полюхович Дмитро Андрійович
Дмитро Андрійович Полюхович (нар. 29.05.1972 р., м. Кам'янець-Подільський, Хмельницька область, Українська РСР, СРСР) — український військовослужбовець, підполковник Збройних Сил України, кавалер ордена Данила Галицького (2022).

## Життєпис
Народився 29 травня 1972 року в місті Кам'янці-Подільському на Хмельниччині.
Станом на 2022 рік підполковник Полюхович — командир саперного батальйону ОК «Південь».

## Нагороди
- Орден Данила Галицького (28 вересня 2022) — за особисту мужність і самовіддані дії, виявлені у захисті державного суверенітету та територіальної цілісності України, вірність військовій присязі[1].